# Lena (Asturias)
Lena (en asturiano: Ḷḷena, /t͡sɛna/) es un concejo del Principado de Asturias (España). Limita al norte con el concejo de Mieres, al sur con la provincia de León, al este con el concejo de Aller y al oeste con los concejos de Riosa y Quirós. Cuenta con una población de 11 278 habitantes (INE, 2017). Su capital Pola de Lena, con 8682 residentes, es la mayor población del concejo y la duodécima del Principado de Asturias.

## Toponimia
En virtud del Decreto 74/2005 de 7 de julio de 2005 publicado en el BOPA del 26 del mismo mes, fueron aprobadas las formas oficiales de los topónimos de las parroquias y lugares del concejo de Lena, pasando a ser oficiales en todos los casos las denominaciones en asturiano.

## Geografía

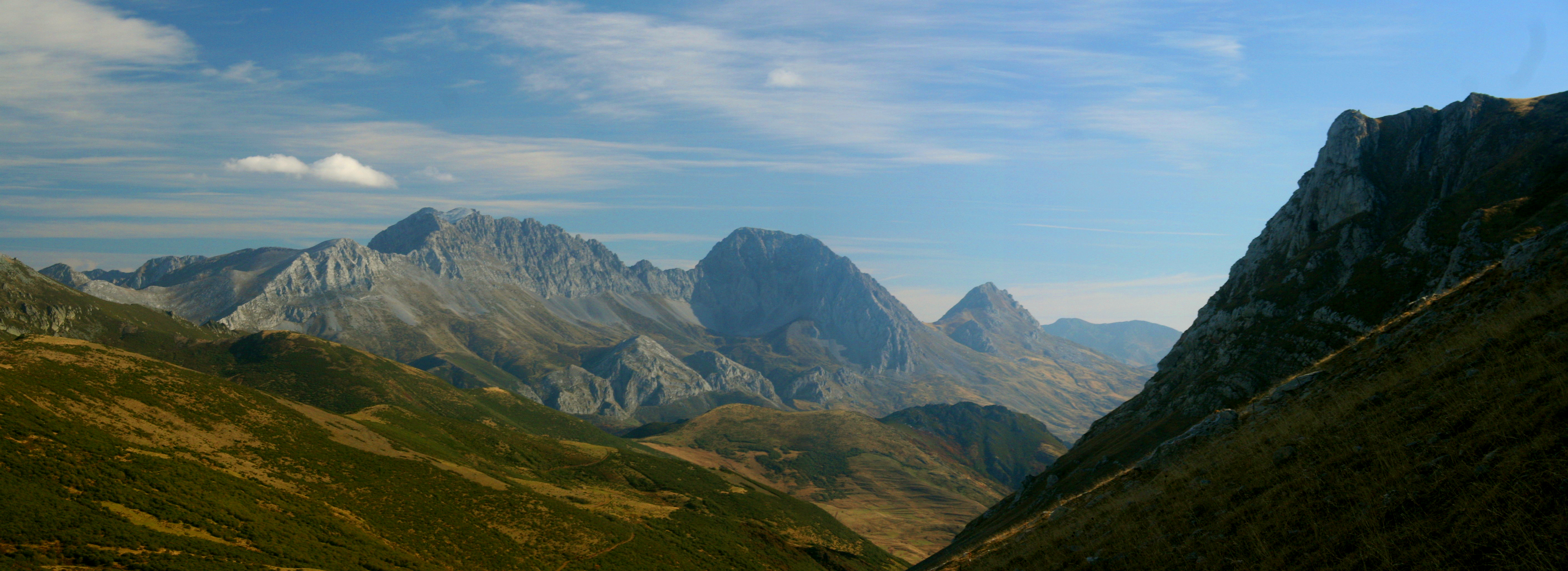
Panorámica de Las Ubiñas

Integrado en la comarca del Caudal, su capital, Pola de Lena, se sitúa a 34 km de Oviedo.

### Orografía
Su relieve es muy accidentado, al encontrarse en plena Cordillera Cantábrica. Por el oeste se alzan el cordal de las Segadas (hace de límite con Riosa) y el cordal de Lena (hace de límite con Quirós). El suroeste del territorio es el que cuenta con las montañas más elevadas, en el límite con San Emiliano, destacando los picos Fariñentu (2168 m), El Siete (2356 m) y Peña Ubiña (2411 m). Al sur, otras cadenas montañosas hacen de límite con la provincia de León, y es aquí donde se sitúa el mítico puerto de Pajares (1378 m). Por el este y el sureste, otros cordales montañosos hacen de límite con Aller y Villamanín. En esta zona oriental destacan el pico Boya (1731 m), el pico Tres Concejos (2014 m) y El Ceyón (2035 m). La altitud oscila entre los 2411 m (Peña Ubiña) y los 260 m a orillas del río Lena. Pola de Lena se alza a 306 m sobre el nivel del mar. 

### Hidrografía
Su curso de agua más importante es el río Lena, que nace de la unión del río Huerna y del río Pajares, a la altura de Campomanes. El Lena, junto con el río Aller son los principales afluentes del río Caudal.
| Noroeste: Riosa               | Norte: Mieres                                | Noreste: Mieres y Aller         |
| Oeste: Quirós                 |                                              | Este: Aller y Villamanín (León) |
| Suroeste: San Emiliano (León) | Sur: Sena de Luna (León) y Villamanín (León) | Sureste: Villamanín (León)      |

## Fauna y flora
Su masa arbórea está compuesta de hayedos, castaños y acebales. También existen amplias praderas junto con pastizales de altura de tipo comunal, destinadas al mantenimiento del ganado vacuno y algo del caballar y lanar. Entre su fauna destacan corzos, rebecos, jabalís y algunas especies en peligro de extinción como el urogallo, el águila real y el lobo.

## Historia

### Prehistoria y Edad Antigua
Sus primeros hallazgos datan de la neolitización, sus estructuras megalíticas se encuentran bien representadas, teniendo un buen ejemplo en el dolmen del Padrún. Hay túmulos pero no han sido todos investigados, así tenemos los de La Cobertoria, La Campa, Los Fitos, El Castiḷḷu.
Desde la antigüedad el territorio del concejo fue una de las principales vías de comunicación con la Meseta. En el recorrido de la vía de la Carisa se han encontrado numerosos asentamientos romanos. Un ejemplo de estos asentamientos es el mosaico encontrado en Mamorana y el propio Campamento romano de La Carisa. 
La vía romana de La Carisa, dejó también al descubierto una serie de castros estratégicamente situados por donde entraron las tropas romanas, tenemos los castros de: El Cantón de Chaguenzas, Currieḷḷos, Carraces, El Pandrún, etc. Hay otros castros en los cordales del centro y del oeste: El Curuchu, Las Corochas, El Questru, etc.

### Edades Media y Moderna
Durante los reinados de Ramiro I y Ordoño I, en el siglo IX, fue construida la iglesia de Santa Cristina. El concejo sirvió de pasó a los peregrinos que realizaban el Camino de Santiago en la Edad Media para venerar las reliquias de la Catedral de Oviedo.
En 1266 el rey Alfonso X el Sabio otorgó la Carta Puebla a Pola de Lena. El alfoz otorgado a este concejo lo convirtió en la cuarta demarcación más extensa de Asturias.

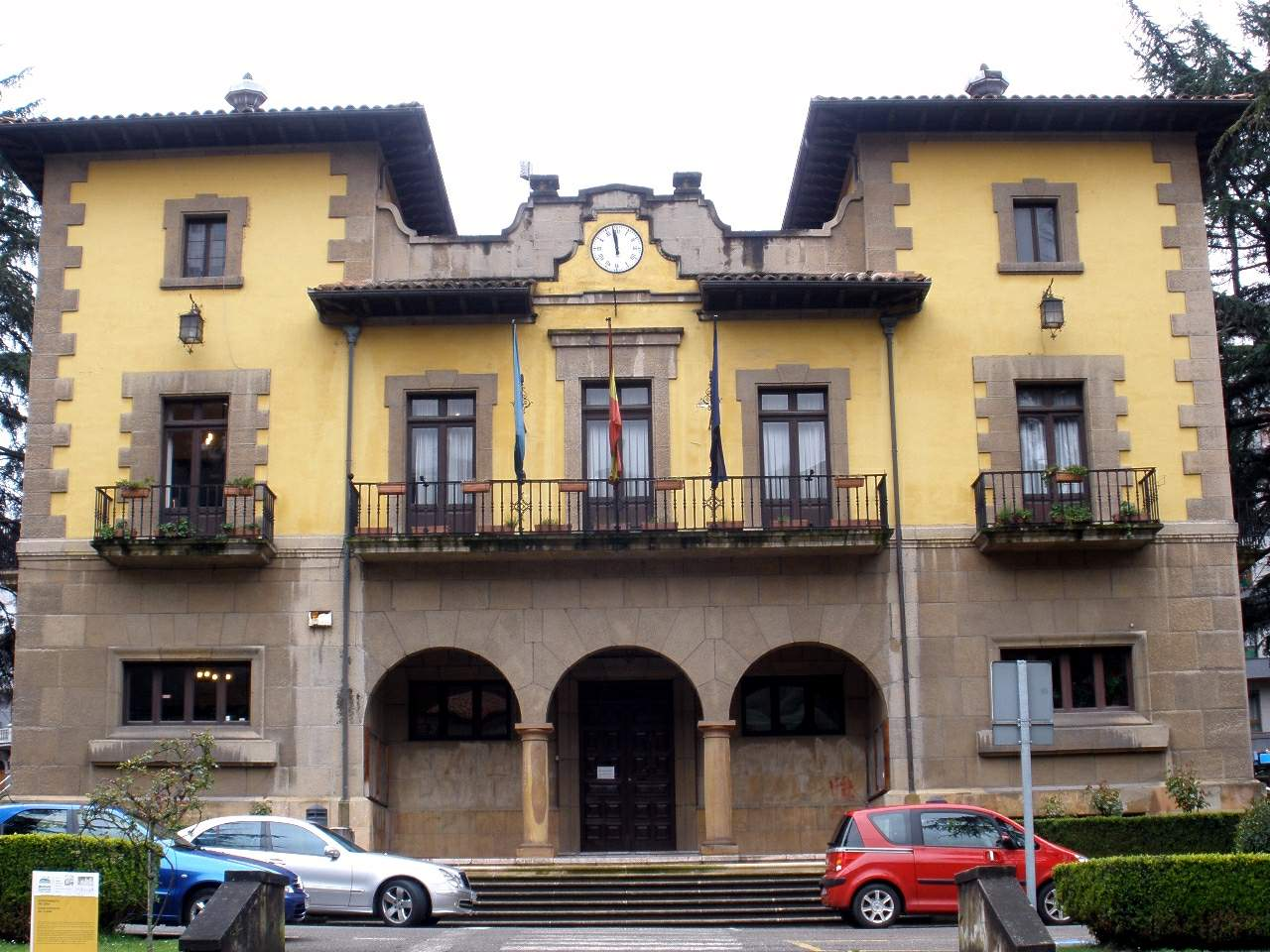
Casa consistorial

La Real Orden del 14 de abril de 1836, por la que se crea el Ayuntamiento de Mieres, hace que Mieres se escinda del concejo de Lena, que se queda con la configuración actual. 
En la Edad Media alrededor siglo XI, ya hay un dominio de importancia, el del conde Fruela Muñez, más tarde aparecen instituciones de carácter eclesiástico como el de San Vicente de Oviedo que recibirá una ampliación de territorio por una donación de Fruela II, otro monasterio con gran influencia fue el de Santa María de Arbas, asentado cerca del puerto casi en la zona leonesa. En los siglos XIII y XIV, se funda la puebla de Lena promovida por Alfonso X con intención de repoblar el territorio, asentándose ésta sobre otra ya existente que era la villa de San Martín de Parajes. El centro administrativo fue dotado de un vastísimo alfoz, siendo la cuarta demarcación más extensa de Asturias. Fue dotada con el fuero de Benavente y beneficiada con un mercado semanal. Un siglo más tarde Enrique de Trastamara, ya rey, le concede el privilegio de no pagar ni portazgo, ni peaje.
Entre los siglos XIV-XVI, empiezan a desaparecer todos los cotos tanto señoriales como eclesiásticos, quedando solo un coto que sería el coto de Pajares con señorío eclesiástico.

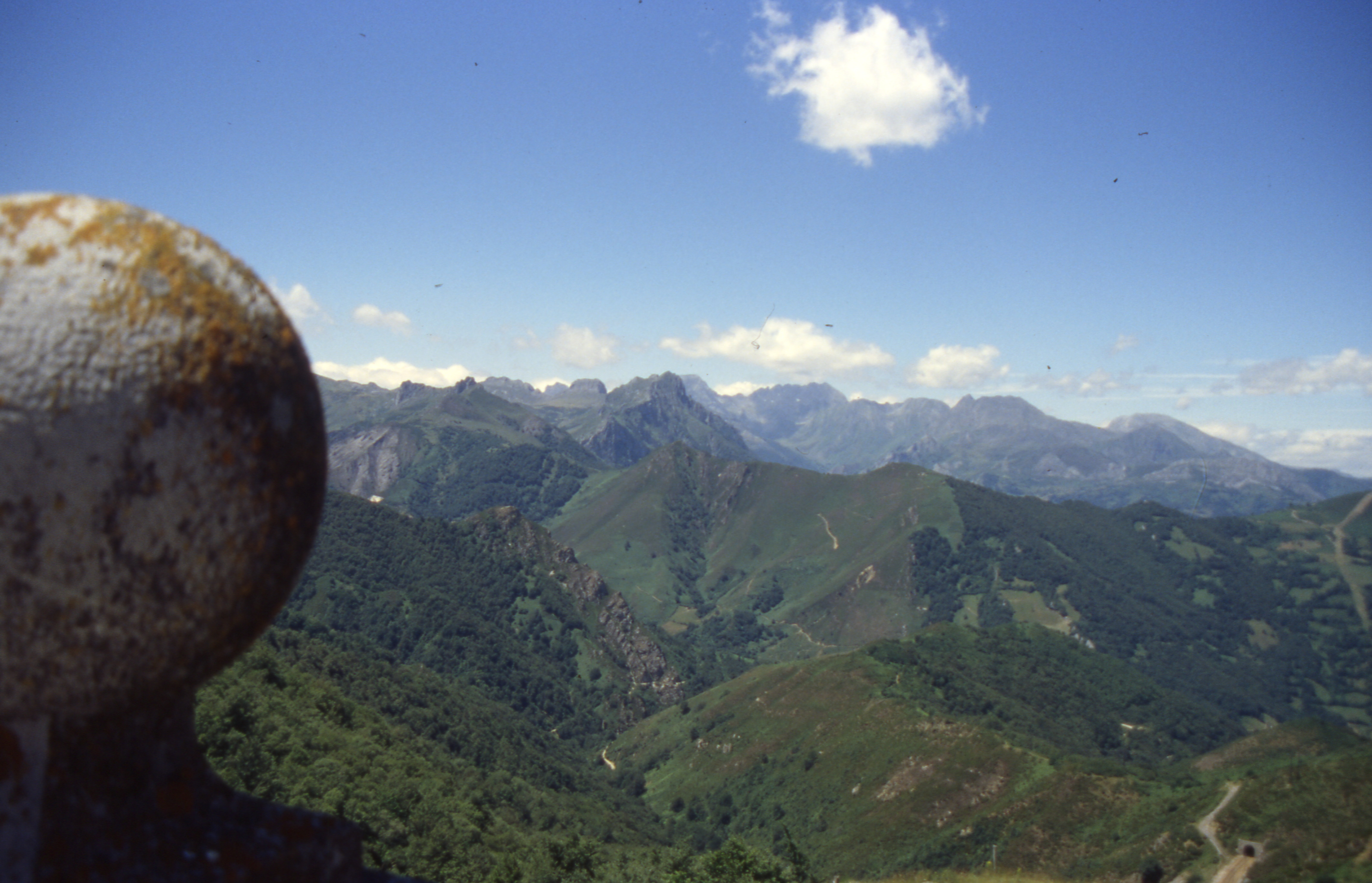
Puerto de Pajares

En el siglo XVIII, el Ayuntamiento de Lena tendrá algunos enfrentamientos con el coto eclesiástico, pero en la desamortización de Mendizábal este coto se incorporará al concejo. En este siglo el puerto de Pajares fue elegido para construir la carretera Gijón-Oviedo-León, este proyecto fue respaldado por Jovellanos y Campomanes, aunque fue interrumpido y no se acabó hasta 60 años después, en 1834.

### Edad Contemporánea
En el siglo XIX, la invasión francesa trajo diferentes actos violentos en la villa que acabaron con la quema del ayuntamiento, archivo e iglesia. Como contrapartida la fiesta local bajo la advocación del santo francés, San Martín de Tours, se cambia al 12 de octubre, día de la Virgen del Pilar, aunque la fiesta se celebra en honor a nuestra señora del Rosario.
Durante las guerras carlistas hubo un enfrentamiento entre liberales y absolutistas en la comarca. Lo que más marcó este concejo fue la Real Orden del 14 de abril de 1836, por el que se crea el Ayuntamiento de Mieres, escindido del de Lena, quedando este concejo con la configuración que tiene hoy en día. Aparecen nuevas actividades laborales que traerá una gran transformación en la vida local, se establece la Compañía Lenense Asturiana con una fábrica de acero, la fundición de hierros en Villallana y las primeras explotaciones mineras. En esta época se inaugura el tramo de ferrocarril que traerá las explotaciones de las minas de cinabrio en Muñón Cimero y la instalación de otras fábricas.
En el siglo XX hay que destacar los conflictos que van desde 1934-1937, así en la zona de Campomanes es el centro neurálgico del Frente Sur. Como resultado de los conflictos la iglesia parroquial y el Ayuntamiento son incendiados. Posteriormente son reconstruidos, cambiándolos su ubicación. En 1936 el Frente Popular obtiene la mayoría de votos leneses y con el alzamiento de julio el concejo queda en la zona leal a la República, destacando como lugar estratégico el puerto de Pajares, no cayendo el concejo en manos ultraderechistas hasta octubre de 1937, pero aun así siguió operando la partida guerrillera libertaria de Germán Álvarez, el Comisario.
A mediados del siglo XX el sector minero se convierte en el factor de desarrollo del concejo llegando a su momento álgido en los años setenta. Se crea HUNOSA que integrara a las más importantes explotaciones del término municipal, en un momento en que el declive del sector ya es patente. Aun así Lena queda un poco fuera del ambiente depresivo de los concejos mineros en parte por sus principales vías de comunicación que ya tenían tradición desde la época romana.

## Demografía
Lena cuenta con una población de 10 259 habitantes (INE 2024).
| Gráfica de evolución demográfica de Lena entre 1842(1) y 2021 |
| |
| (1) En este censo se denominaba Pola de Lena Población de derecho según los censos de población del INE Población de hecho según los censos de población del INE |

Con una población de 11 278 habitantes, su evolución durante los últimos siglos está marcada por diferentes fases. A finales del XIX se comete la construcción del tramo de Pajares del ferrocarril Gijón-Lena que atrae a gran número de familias, al acabar su construcción este concejo adquiere su máxima población con 13 064 habitantes en el siglo XIX, esta población se mantendrá durante las dos primeras décadas del siglo XX, y por el auge de la minería incluso seguirá aumentado hasta su máximo histórico en 1960 alcanzando los 16 457 habitantes, fecha a partir de la cual empieza una caída en parte debida a la desarticulación del espacio agrario, el cierre de los pozos mineros de la zona y la debilidad de las empresas hulleras. Gracias a la construcción de nuevas infraestructuras de transporte y comunicación se evitó un deterioro de la población como en otros concejos.
La distribución de la población también fue cambiando, hay pueblos que han sido abandonados como Alceo de los Caballeros, otros como Bendueños que tenía 103 habitantes hoy cuenta con apenas una docena. También hubo un cambio inverso, así La Pola que no tenía más de 1500 habitantes tiene hoy en día 9148. Su pirámide demográfica es muy desigual ya que la población ente 65 y 100 años sobrepasan las 3000 personas, entre los 0 años y 10 años no llegan a las 90 personas. Esto nos indica las consecuencias de la crisis que trajo una emigración rural protagonizada por una media de gente en edad adulta.

## Comunicaciones
Por el concejo pasan la N-630 a través del puerto de Pajares y la autopista A-66 por el valle del Huerna. Además. el concejo está atravesado por las carreteras autonómicas AS-230, que conecta con el municipio de Quirós, y AS-231, que se dirige al municipio de Riosa. 
A través de la línea de Renfe C-1 de Cercanías, entre Gijón y Puente de los Fierros, y de líneas de largo recorrido, con parada en Pola de Lena que unen Asturias con la meseta por el puerto de Pajares.
En todo el concejo existen un total de 6 estaciones de cercanías, ubicadas en Puente de los Fierros, La Frecha, Campomanes, La Cobertoria, Pola de Lena y Villallana.

## Símbolos

### Bandera

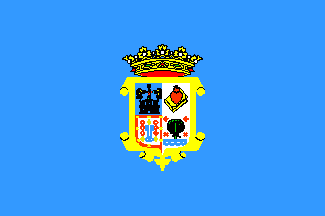
Bandera de Lena

La bandera del concejo es rectangular, de dimensiones 2:3. El paño es de color azul claro y lleva el escudo del concejo en el centro.

### Escudo
El escudo del concejo de Lena fue inventado por Octavio Bellmunt y Fermín Canella para ilustrar su obra Asturias, incorporando las armas de la familia Campomanes y añadiendo algunas más. El ayuntamiento de Lena lo utiliza como propio sin sanción legal para acabar legalizándolo por Decreto 841/1973 de 12 de abril, publicado en el boletín Oficial del Estado n.º 104 de 1 de mayo de 1973. El escudo es cuarteado en cruz.
- Primer cuartel, castillo almenado con la Cruz de los Ángeles de oro y piedras preciosas con dos ángeles halados, puesto encima del castillo. Llevan juntas las armas de la Obispalía de Oviedo y una representación del castillo de Pajares, que fue donado al obispo de Oviedo por el rey Fernando II de León.

- Segundo cuartel, un libro acostado con corazón de gules, que son las armas de la Orden de San Agustín y representan al monasterio de Arbas, situado en Arbas del Puerto que era un antiguo dominio de Lena.

- Tercer cuartel, dos llaves, con seis luneles puestos de tres en tres y tres lises de oro uno en jefe y dos en punta. Estas son las armas de la familia Quirós.

- El cuarto cuartel, sauce entre dos ríos con dos llaves y una serpiente rodeando el tronco y las llaves, con dos lunetes en gules y dos aspas puestas en los francos. Este es el escudo de armas del linaje de los Campomanes.

## Administración y política

### Gobierno municipal
Desde la instauración de la democracia en la Transición, la fuerza política que más tiempo ha gobernado en Lena ha sido el PSOE, que gobernó durante 20 años alternos.
Desde el 17 de diciembre de 2016 la alcaldesa de Lena es Gema Álvarez Delgado, perteneciente a Izquierda Unida, quien gobierna en mayoría absoluta desde las elecciones del 2019, aunque la pierde en 2023 a pesar de ganar las elecciones.
| Periodo   | Nombre                       | Partido | Partido                                    |
| --------- | ---------------------------- | ------- | ------------------------------------------ |
| 1979-1987 | Enrique Baquero García       |         | Federación Socialista Asturiana (FSA-PSOE) |
| 1987-1995 | Enrique Fernández Lobo       |         | Izquierda Unida (IU)                       |
| 1995-2007 | Hugo Alfonso Morán Fernández |         | Federación Socialista Asturiana (FSA-PSOE) |
| 2007-2016 | Ramón Argüelles Cordero      |         | Izquierda Unida (IU)                       |
| 2016-act. | Gema Álvarez Delgado         |         | Izquierda Unida (IU)                       |

| Partido político    | Partido político                                                                                | 1979   | 1983   | 1987   | 1991   | 1995   | 1999   | 2003   | 2007   | 2011   | 2015   | 2019   | 2023   |
| Partido político    | Partido político                                                                                | Ediles | Ediles | Ediles | Ediles | Ediles | Ediles | Ediles | Ediles | Ediles | Ediles | Ediles | Ediles |
|                     | Partido Comunista de España (PCE)-Izquierda Unida (IU)-Bloque por Asturies (BA)-Los Verdes (LV) | 4      | 4      | 7      | 7      | 5      | 4      | 5      | 6      | 9      | 8      | 9      | 7      |
|                     | Bloque por Asturies (BA)-Unidá Nacionalista Asturiana (UNA)-Compromisu por Asturies (CxA)       | —      | —      | —      | —      | —      | —      | —      | —      | 1      | 1      | IU     | 4      |
|                     | Federación Socialista Asturiana (FSA-PSOE)                                                      | 6      | 9      | 5      | 6      | 7      | 6      | 7      | 6      | 4      | 6      | 6      | 4      |
|                     | Alianza Popular (AP)-Partido Popular (PP)                                                       | 2      | 4      | 2      | 4      | 4      | 5      | 4      | 4      | 2      | 2      | 1      | 2      |
|                     | Podemos                                                                                         | —      | —      | —      | —      | —      | —      | —      | —      | —      | —      | 1      | 0      |
|                     | Foro Asturias (FAC)                                                                             | —      | —      | —      | —      | —      | —      | —      | —      | 1      | 0      | 0      | —      |
|                     | Asamblea de Ciudadanos por la Izquierda (ASCIZ)                                                 | —      | —      | —      | —      | —      | —      | —      | 1      | 0      | —      | —      | —      |
|                     | Unión de Centro Democrático (UCD)-Centro Democrático y Social (CDS)                             | 5      | —      | 3      | 0      | —      | —      | —      | —      | —      | —      | —      | —      |
|                     | Unión Renovadora Asturiana (URAS)-Partíu Asturianista (PAS)                                     | —      | —      | —      | 0      | 1      | 2      | 1      | 0      | —      | —      | —      | —      |
| Total de concejales | Total de concejales                                                                             | 17     | 17     | 17     | 17     | 17     | 17     | 17     | 17     | 17     | 17     | 17     | 17     |

### Organización territorial
El Concejo de Lena se divide en 24 parroquias que se relacionan a continuación junto a su nombre oficial en asturiano cuando difiere del castellano.
- Cabezón
- Campomanes (Campumanes)
- Carabanzo
- Casorvida (Casorvía)
- Castiello (Castieḷḷo)
- Columbiello (Columbieḷḷo)
- Congostinas
- Felgueras
- Herías (Erías)
- Jomezana (Xomezana)
- Las Puentes
- Llanos (Chanos de Somerón)
- Muñón Cimero (Muñón Cimiru)
- Muñón Fondero (Muñón Fondiru)
- Pajares (Payares)
- Parana
- Piñera
- Pola de Lena (La Pola)
- San Miguel del Río (Samiguel del Río)
- Sotiello (Sotieḷḷo)
- Telledo (Teyeo)
- Tuiza
- Villallana (Viḷḷayana)
- Zureda (Zurea)

## Cultura

### Patrimonio

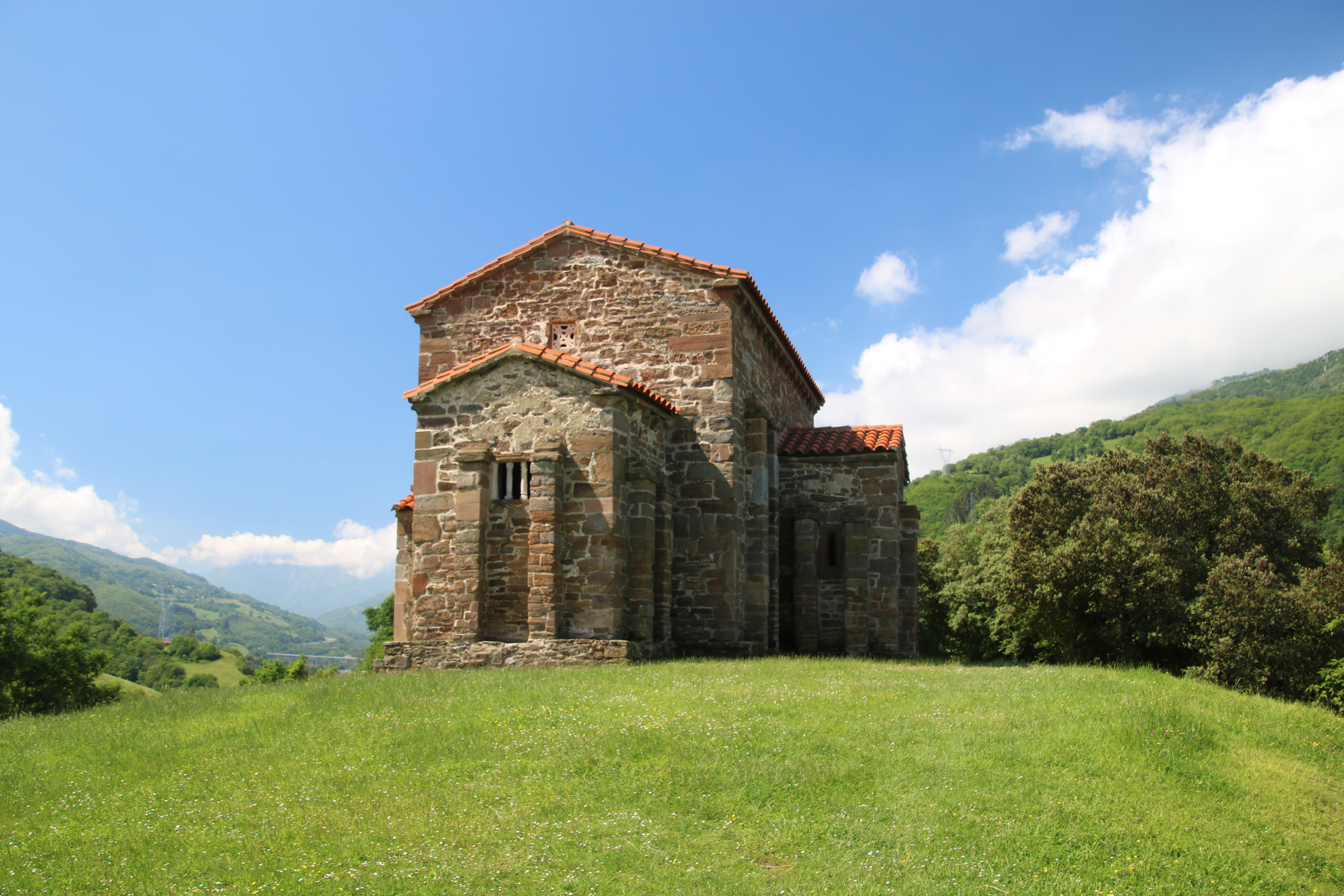
Exterior de Santa Cristina

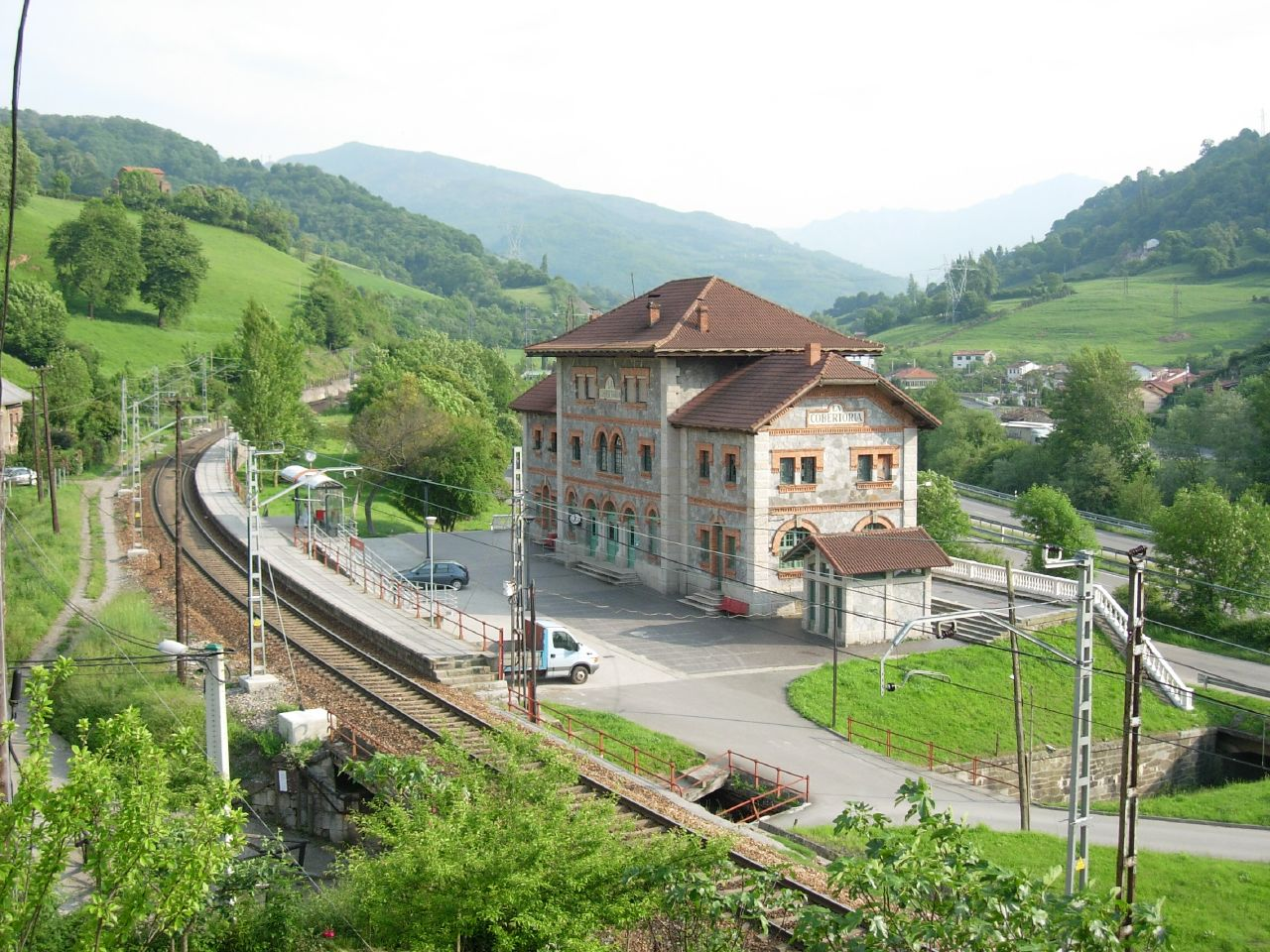
Antigua estación de La Cobertoria

Entre las obras a destacar en este concejo están:
- El mosaico de Vega de Ciego, descubierto en 1921 en la villa de Memorana o Mamorana por Cayetano y Valentín del Rosal y de la Buelga, entre los vestigios de una construcción, posiblemente una villa romana. Es un mosaico excepcional en el Principado ya que no hay ningún otro resto de este tipo, hoy está en el Museo Arqueológico de Asturias. Está enmarcado por una faja ajedrezada, recreando temas alusivos a la hospitalidad. Está decorado por pájaros, moluscos y flores. De su emblema central solo se conserva una parte que son dos pájaros posados sobre una rama.

- La iglesia de Santa Cristina de Lena perteneciente a la época de Ramiro I o de Ordoño I, tiene una única nave alargada con dos dependencias laterales, todos los espacios se cubren con bóveda de cañón y los empujes son recogidos por dos contrafuertes exteriores. Hay una amplia tribuna que ocupa el primer término de la nave y la planta superior del pórtico. A esta tribuna se accede por una escalera de piedra que marca el espacio del rey contrapuesto al santuario. Debajo hay dos cámaras estrechas destinadas a gentes viajeras o peregrinas. La nave está recorrida por arquerías ciegas y la bóveda se ciñe por cuatro fajones que descansan en ménsulas lisas situadas sobre los medallones. Aquí la triple cabecera tradicional prerrománica queda insinuada por dos arcos ciegos excavados en el muro. Es Monumento Histórico Artístico desde 1885 y declarado Patrimonio de la Humanidad en 1985 por la Unesco.

- El Hospitalón, gran edificio del siglo XVI, que ha sido reformado múltiples veces. Conserva algún elemento de interés como una ventana con decoración esculpida y un arco con guardapolvo.

- El palacio de Revillagigedo en Campomanes. Es de cuerpo longitudinal con una torre en el extremo de tres pisos con vanos adornados con pequeñas orejas. Su portada está en el centro de la fachada con pilastras cajeadas y sobre ella un balcón con antepechos de forja. El edificio ha sido muy reformado y dividido en viviendas.

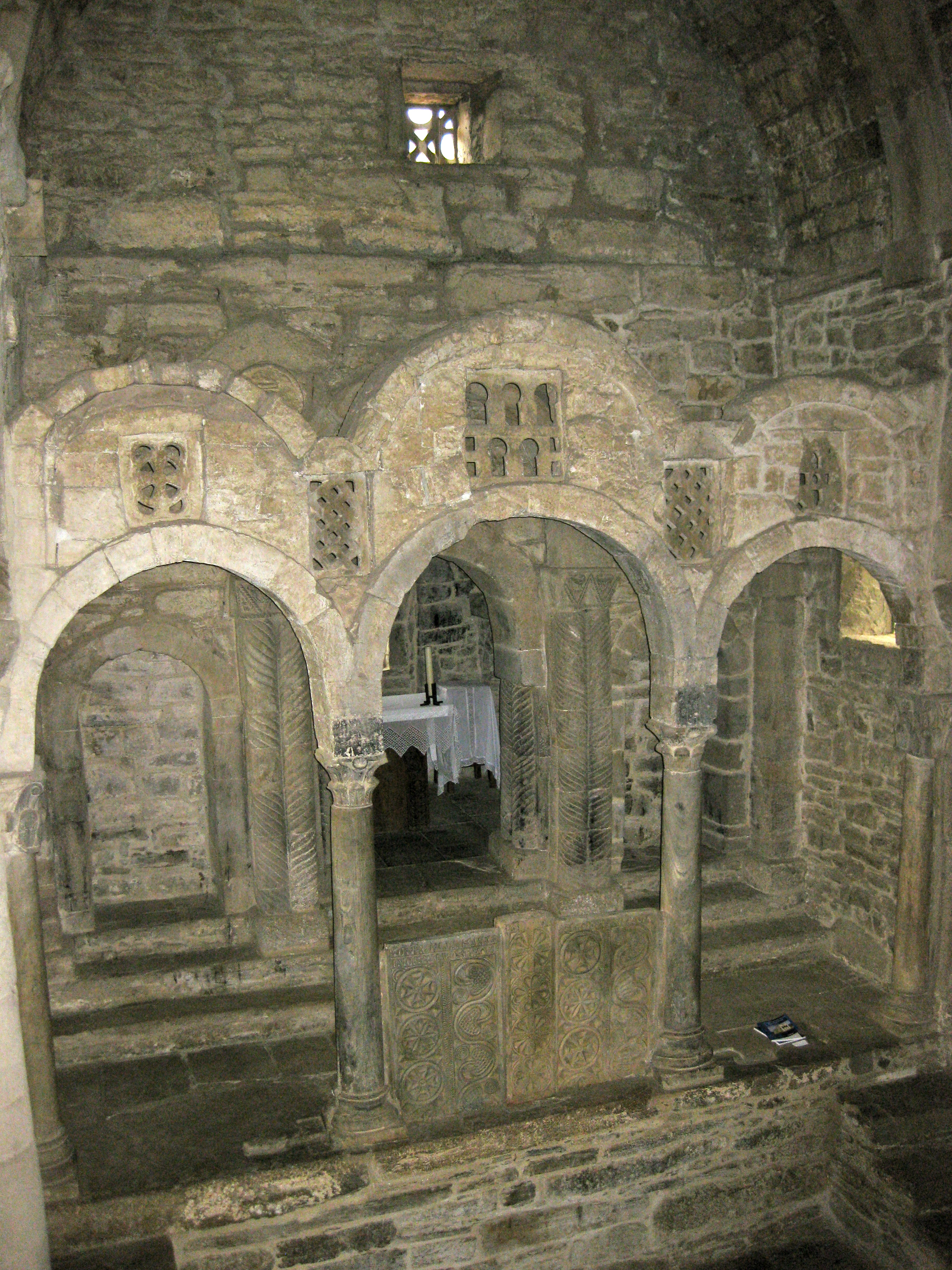
Interior de la iglesia prerrománica de Santa Cristina

- El palacio y la capilla de la familia Mendoza, este conjunto palaciego disponía de caballerizas y amplios salones. Todo ello con un suelo con dibujos de piedra. El edificio tiene en su fachada sur y sobre el balcón un escudo tallado en madera que soportan dos leones, con dos soldados armados con lanzas. La capilla es amplia y dividida en dos por un arco, tiene un retablo barroco del siglo XVIII, estructurado en dos pisos, con complicadas columnas en el bajo.

- El palacio de Faes, en Carabanzo, edificio barroco del siglo XVII, solo se mantiene la torre en pie, estando el resto en mal estado. Se conoce cómo era por fotografías, tenía tres plantas separadas por impostas, en el frente principal había un balcón volado y orlado con complicadas molduras. En el centro se coloca un escudo pequeño con timbre de yelmo. En el piso alto y entre dos ventanas está el blasón con las armas de los Faes.

- La casa de Hevia-Campomanes en Puente de los Fierros, es una casa de dos pisos, con torre posterior de tres alturas y entre los balcones de la fachada principal está el escudo con las armas de los Campomanes. Este conjunto tiene capilla dedicada a San Francisco de Asís y se construyó tras demoler la primitiva por causa de las obras de la carretera León-Gijón.

- La iglesia de San Pedro de Jomezana, destaca en su testero un retablo de San Pedro de 1690. Los colaterales datan de 1768 y son de estilo rococó. La bóveda del presbiterio se pinta imitando casetones. En el techo de la sacristía se desarrollan sobre los ocho paneles que componen la cubierta en artesa unas escenas que narran la vida de varios santos.

- La casa Mier en Columbiello, vivienda tradicional de planta cuadrada destaca los vanos enmarcados por sillar y el escudo de los Mier en la fachada. Tiene capilla cerca de la casa que culmina en espadaña de un ojo con decoración de bolas. La nave tiene bóveda de cañón y ábside de crucería, destaca de la capilla su retablo barroco.

- La casa natal de Vital Aza es una vivienda urbana de trazas populares emplazada en el centro de la villa de Pola de Lena en el municipio de Lena (Asturias). Datable en el siglo XVIII, destaca por su valor simbólico, ya que en ella nació a mediados del siglo XIX el poeta y dramaturgo Vital Aza.

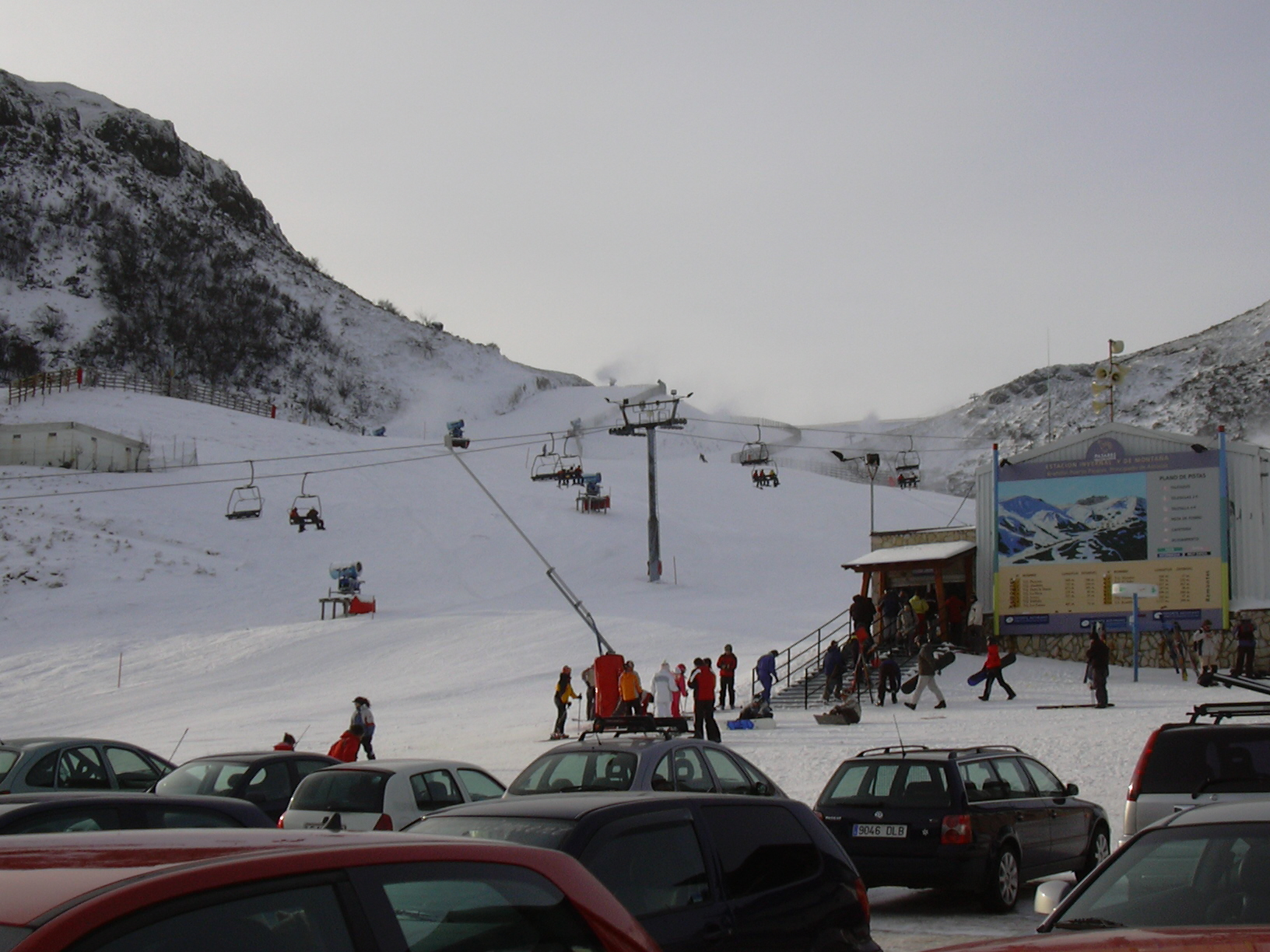
Estación de esquí de Valgrande-Pajares

Destaca como monumento histórico la iglesia de Santa Cristina de Lena (del siglo IX) de estilo prerrománico, declarada Patrimonio de la Humanidad. La iglesia cuenta, en la antigua estación de tren de la Cobertoria, con un centro de interpretación del prerrománico asturiano.

### Deporte y cultura
El concejo de Lena destaca por la práctica de deportes de montaña. Siendo considerado el macizo de Ubiña como una de las mejores zonas de montaña de la Cordillera Cantábrica. El macizo es un paisaje protegido y forma parte del parque natural de Las Ubiñas-La Mesa.
Lena cuenta con el Teatro Vital Aza y la Casa de Cultura de Pola, donde se realizan diferentes actos culturales a lo largo del año.
En el puerto de Pajares se encuentra la estación de esquí Valgrande-Pajares. Con más de cincuenta años de historia, es una de las estaciones pioneras en España. Ofrece todo tipo de servicios para la práctica de deportes de invierno.

### Fiestas
El primer domingo de julio se celebra conjuntamente con el concejo de Quirós la Fiesta del Cordero a la Estaca en el «Prau Ḷḷagüezos», declarada de Interés Turístico en 1984. En ella se otorgan los galardones «Güelos del Aramo» a la pareja de mayor edad de la zona.
En la capital Pola de Lena, hay dos fiestas de interés en abril las fiestas de la Flor en el valle de Naredo, con un mercado artesano con años de tradición y en octubre la fiesta de Nuestra Señora del Rosario, también conocidas como "Les Feries".
Una curiosa tradición de Lena es la denominada zamarronada, son personajes que entre otras prendas llevan en la cabeza un cucurucho lleno de cintas de colores y al extremo de este un rabo de raposa, llevan también a la cintura unos cencerros que hacen sonar cuando hacen sus saltos espectaculares ayudándose de una pértiga. Se les llaman “zamarrones”.